# 林瓊鶯
林瓊鶯（1987年11月2日—），花蓮縣阿美族人，台灣女子足球運動員，司職後衛，多次代表中華台北女子足球代表隊出賽。她的妹妹林曼婷也是中華隊國腳。
2009年7月，林瓊鶯與國家隊隊友曾淑娥、王湘惠前往澳洲坎培拉聯隊試訓，最後林瓊鶯與曾淑娥通過測試，同年9月飛往澳洲加入該隊。